# Liste der Ehrenbürger von Neutraubling
Die Ehrenbürgerwürde ist die höchste kommunale Auszeichnung der Stadt Neutraubling. Geehrt werden damit Bürger, die sich besonders um die Stadt verdient gemacht haben.
Bislang wurden sieben Personen zu Ehrenbürgern ernannt. Schon 1951, kurz nach der Gründung der Gemeinde wurden erste Ernennungen zu Ehrenbürgern im Gemeinderat beantragt. Ausgezeichnet werden sollten Bürgermeister Hans Herget und Landrat Leonhard Deininger, die sich in hohem Maße um die Gründung der Gemeinde verdient gemacht hatten. Die Anträge wurden mit Hinweis darauf, dass es für eine so junge Gemeinde nicht üblich sei, Ehrenbürger zu ernennen, abgelehnt.
Hinweis: Die Auflistung erfolgt chronologisch nach Datum der Zuerkennung.

## Die Ehrenbürger der Stadt Neutraubling
1. Monsignore Anton Böhm (1907–1998)
Pfarrer
Verleihung am 19. März 1987
Böhm war von 1949 an Pfarrer in Neutraubling. Anlässlich seines 80. Geburtstages wurde er zum Ehrenbürger ernannt, da er „durch seine Tätigkeit und seinen selbstlosen Einsatz nicht nur die katholische Kirchengemeinde aufgebaut, sondern auch an der Entwicklung der Stadt maßgeblich mitgewirkt“ habe.
2. Herbert Scholz (1923–2007)
Bürgermeister a. D.
Verleihung 1991
Scholz war ab 1960 Gemeinderat und von 1966 bis 1988 Bürgermeister von Neutraubling. Er hatte entscheidenden Anteil an der Entwicklung der Flüchtlingsgemeinde hin zu einer prosperierenden Stadt. Anlässlich des 40-jährigen Stadtjubiläums wurde ihm die Ehrenbürgerschaft verliehen.
3. Leonhard Deininger (1910–2002)
Landrat a. D., Landtagsabgeordneter a. D., ehemaliger Regensburger Stadtrat
Verleihung am 4. Juli 1996
Von Juni 1948 bis Mai 1978 war Deininger Landrat des Landkreises Regensburg. Er war großer Fürsprecher der Flüchtlinge und Vertriebenen und erwarb sich große Verdienste um den Aufbau von Neutraubling.
4. Hermann Kronseder (1924–2010)
Unternehmer
Verleihung am 3. Mai 2004
Kronseder gründete 1951 in Neutraubling eine Firma für Flaschenetikettiermaschinen und entwickelte sie zu einem weltweit tätigen Unternehmen.
5. Josef Fendl (1929–2022)
Schriftsteller und Heimatpfleger
Verleihung am 3. Mai 2004
Fendl lebte ab 1957 in Neutraubling und unterrichtete dort bis 1991 als Lehrer. Er schuf das Neutraublinger Stadtwappen und verfasste die beiden bisher existierenden Neutraublinger Chroniken.
6. Werner Schmidt (1940–2020)
Oberamtsrat
Verleihung am 31. Januar 2005
Schmidt trat 1959 in die Neutraublinger Gemeindeverwaltung ein und war ab 1966 Kämmerer. Lange war er zudem Geschäftsleiter der Stadtverwaltung. Er hat wesentlichen Anteil am wirtschaftlichen Aufbau der Stadt. Am Tag seines Ausscheidens aus dem Dienst wurde er zum Ehrenbürger ernannt.
7. Johannes Schmidt (* 1932)
2. Bürgermeister
Verleihung am 29. Mai 2007
Schmidt war als Sozialarbeiter Leiter des Neutraublinger Jugendwohnheim St. Gunther. 1968 wechselte er in das Landratsamt Regensburg und war dort zuletzt Kulturreferent des Landkreises. Ehrenamtlich war er 30 Jahre 2. Bürgermeister von Neutraubling. Für seinen unermüdlichen Einsatz für das Wohl der Stadt bekam er die Ehrenbürgerschaft verliehen.